# HMS Barbara (1927)
HMS Barbara,  senare HMS Hjälparen, var en bogserbåt i svenska marinen. Den 29 augusti 1950 slog hon runt och förliste i hårt väder utanför Böttö i Göteborgs skärgård. Nio kustartillerister omkom och elva skadades, vilket gör olyckan till en av de svåraste inom Försvarsmakten under kalla kriget. Endast vid helikopterolyckan vid Huvudskär 1968 omkom fler vid ett tillfälle. Orsaken till olyckan tros ha varit att fartyget var felaktigt lastat (en tung kapsåg stod på däck) i kombination med det hårda vädret (20 m/s i byarna). Fartyget bärgades och överfördes sedan från Kustartilleriet till örlogsflottan under namnet Hjälparen. Hon utrangerades 1962.